# Моя прекрасная прачечная
«Моя́ прекра́сная пра́чечная» (англ. My Beautiful Laundrette) — британская комедийная драма режиссёра Стивена Фрирза по сценарию Ханифа Курейши. Действие фильма происходит в Лондоне в период, когда Маргарет Тэтчер была премьер-министром Великобритании. В фильме подняты острые социальные вопросы: взаимоотношения белых и цветных, богатых и бедных, представителей ЛГБТ-сообщества и фашиствующих скинхедов. Прорывная роль в карьере Сэра Дэниела Дэй-Льюиса, награждённого за своё перевоплощение премиями Национального совета кинокритиков США и Нью-Йоркского кружка кинокритиков в категории «Лучший актёр второго плана». Картина выдвигалась на премии «Оскар» и BAFTA в номинации «Лучший оригинальный сценарий», а Саид Джаффри был номинирован в категории «Лучший актёр второго плана» на 39-й церемонии вручения наград Британской академии.

## Сюжет
Омар — молодой человек, живущий в Лондоне. Его отец Хусейн когда-то был известным пакистанским интеллектуалом, однако неудовлетворённость миром и семейная трагедия привели иммигранта к алкоголизму. В отличие от отца, дядя Омара Нассер является успешным предпринимателем, активным членом пакистанской диаспоры и по совместительству лидером этнической мафии. Хусейн просит Нассера устроить племянника на работу, надеясь, что тот накопит деньги для поступления в колледж. Дядя назначает Омара управляющим захудалой прачечной. Молодой человек вдохновляется предпринимательской стезёй и начинает усердно приводить в жизнь планы по развитию бизнеса. Он случайно встречает своего друга детства, белого парня-хулигана Джонни Бёрфута, и нанимает его на работу. Очень скоро между ними вспыхивает любовь.

## Награды
- 1986 — Две номинации на премию BAFTA в категориях «Лучший актёр второго плана» (Саид Джаффри) и «Лучший оригинальный сценарий» (Ханиф Курейши)
- 1987 — Номинация на премию «Оскар» в категории «Лучший оригинальный сценарий» (Ханиф Курейши)
- 1987 — Премия «Evening Standard British Film Award[англ.]» в категории «Лучший фильм»
- 1986 — Премия Национального совета кинокритиков США в категории «Лучший актёр второго плана[англ.]» (Дэниел Дэй-Льюис)
- 1986 — Премия Национального общества кинокритиков США в категории «Лучший сценарий»
- 1986 — Премия Нью-Йоркского кружка кинокритиков в категориях «Лучший актёр второго плана[англ.]» (Дэниел Дэй-Льюис) и «Лучший сценарий[англ.]» (Ханиф Курейши)